# Warchalowski (Traktorenhersteller)

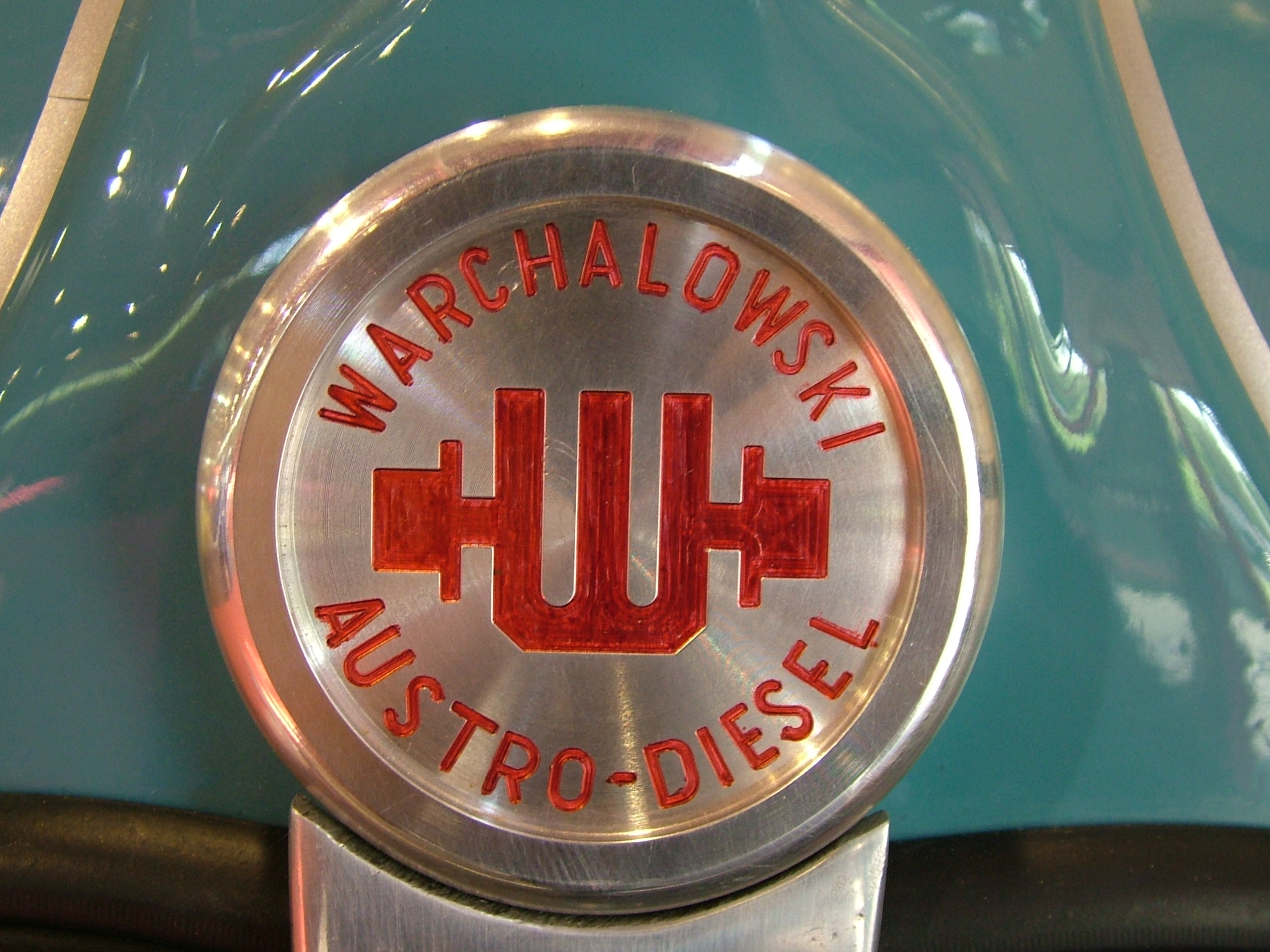
Emblem eines Warchalowski-Traktors

Die Motorenfabrik J. Warchalowski war eine österreichische Maschinenfabrik und Hersteller von Verbrennungsmotoren sowie Kleintraktoren mit Sitz in Wien.

## Geschichte

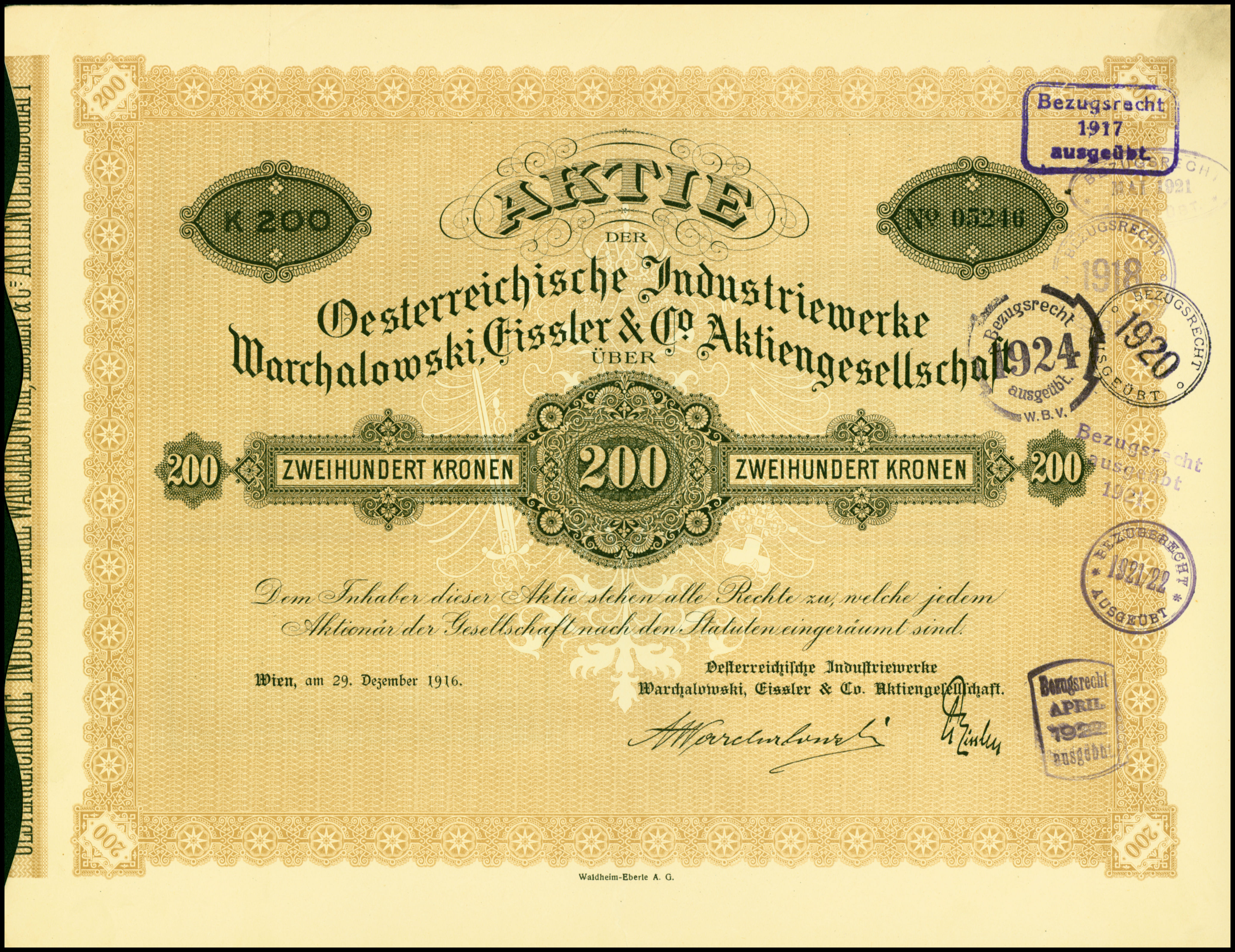
Aktie über 200 Kronen der Oesterreichischen Industriewerke Warchalowski, Eissler & Co AG vom 29. Dezember 1916

Den Grundstock für das Unternehmen legte der aus Galizien stammende Mechaniker Jakob Warchalowski (gebürtig Jakob Warchoł, 1836–1903) im Jahr 1858 mit der Gründung der Firma Maschinenfabrik J. Warchalowski. Seine erste Ehefrau war eine Enkelin von Josef Ressel, dem Erfinder der Schiffsschraube.
Zu den ersten Produkten zählten Nähmaschinen, die mindestens bis in die 1890er Jahre erzeugt wurden. Warchalowski gehörte damit zu den ersten Herstellern von Nähmaschinen in Europa. 1862 erhielt er auf der Weltausstellung in London eine ehrenvolle Erwähnung für eine von ihm konstruierte Nähmaschine, die die gleichzeitige Verwendung von zwei oder drei Nadeln erlaubte. Später gründete er die Ungarische Nähmaschinen-Fabriks AG in Budapest. Auch Fahrräder produzierte das Unternehmen.
Nach der Einführung der Verbrennungskraftmaschine erkannte Jakob Warchalowski die Bedeutung dieser Erfindung und begann selbst Motoren herzustellen. Seine Stationärmotoren erwiesen sich als sehr beliebt und wurden in ganz Österreich-Ungarn verkauft. Gleichzeitig mit Nicolaus Otto erfand Warchalowski einen Viertakt-Motor mit Vergaser. Der anschließende langwierige Prozess um die eigentliche Erfindung des Otto-Motors mit der Gasmotoren-Fabrik Deutz trieb die Motorenfabrik J. Warchalowski fast in den finanziellen Ruin.
Der Automobilpionier Siegfried Marcus beauftragte Warchalowski in den Jahren 1884/85 mit dem Bau eines ersten Petroleum-Verstäubungs-Explosions-Motors.
Warchalowskis Söhne Josef (1869–1917), August (1873–1938) und Karl (1879–1939) erweiterten sukzessive den Betrieb, entwickelten zahlreiche Patente und traten mit dem Unternehmen Werner & Pfleiderer in geschäftliche Verbindung. Der Flugpionier und Ingenieur Adolf Warchalowski (1886–1928) war ebenfalls Teil der Geschwister und saß zeitweise in der Firmenleitung von Werner & Pfleiderer. 1913 wurden am Standort in der Paulusgasse Nr. 3 im 3. Wiener Gemeindebezirk "Rohöl- und Petrolinmotore" mit Leistungen zwischen einem und 100 PS, sowie Lokomobile mit drei bis 20 PS Leistung erzeugt.
Ebenfalls 1913 gründete August Warchalowski die Österreichischen Industriewerke Warchalowski, Eissler & Co am Standort von Werner & Pfleiderer in der Odoakergasse in Wien-Ottakring, die bald 2.000 Mitarbeiter beschäftigten. Diese Firma stellte im Ersten Weltkrieg Hiero Flugmotoren in Lizenz her. Ab 1918 bis in die 1930er Jahre produzierte die Firma den luftgekühlten Zweizylinder-Flugmotor Hiero T. Warchalowski, Eissler & Co. wurde ein Opfer der Wirtschaftskrise der 1920er Jahre und 1928 von der Staatseisenbahngesellschaft übernommen, es wurde später Teil der Austria Email. 

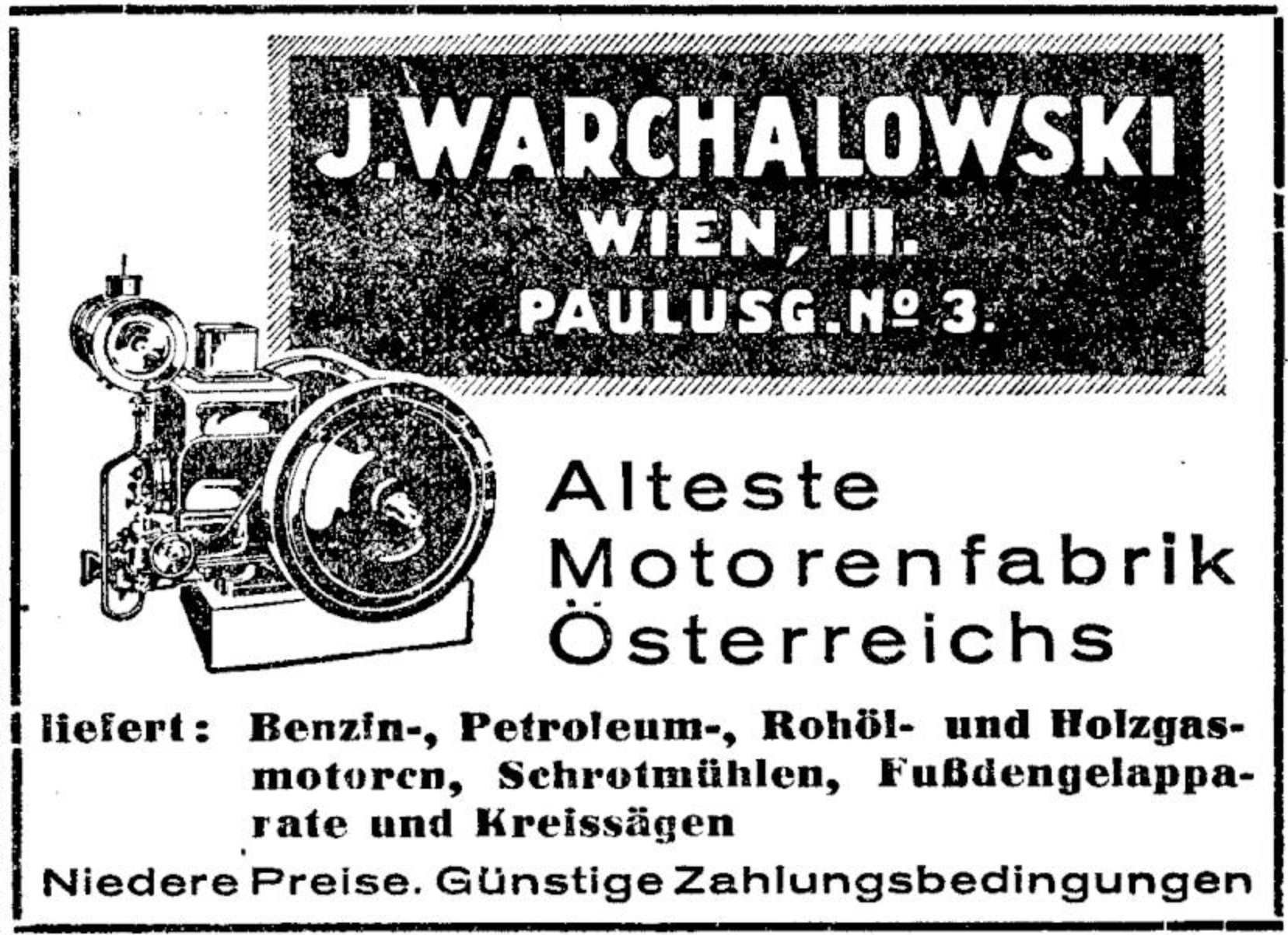
Werbeanzeige (1933)

August Warchalowski widmete sich in Folge wieder der familiären Motorenfabrik J. Warchalowski, kaufte im Jahr 1929 die Gmundner Keramik und stellte mit von diesen erzeugten Kacheln die ersten transportablen Warchalowski-Kachelöfen her. Daneben erzeugte das Unternehmen in dieser Zeit vor allem Benzin-, Petroleum-, Rohöl- und Holzgasmotore sowie Schrotmühlen, Kreissägen sowie Sitze für Motorräder und warb als Älteste Motorenfabrik Österreichs.
Im Zweiten Weltkrieg wurden die Betriebsanlagen in der Paulusgasse schwer beschädigt. Nach dem Wiederaufbau wurden zunächst wieder stationäre Motoren erzeugt, bevor ein luftgekühlter Dieselmotor entwickelt wurde, der ab 1956 serienmäßig in Traktoren eingebaut wurde. Die Modelle hatten zunächst eine Motorleistung von etwa 10 kW (14 PS) bis 40 kW (50 PS). Die Produkte waren hochwertig, geschätzt wurde insbesondere der Zweizylinder-Motor. Exporte gingen in die USA, die DDR, nach Brasilien und nach Indochina. 
Ab etwa 1968 wurden Motoren von International Harvester (IHC) eingebaut, dennoch gingen die Aufträge spürbar zurück. Bei späteren Warchalowski-Traktoren der DN-Serie wurde der Großteil der Komponenten von ausländischen Betrieben gekauft. Das Familienunternehmen wurde von den Eigentümern im Jahr 1971 an Case IH verkauft, wegen der hohen Entwicklungskosten und der relativ geringen Stückzahlen wurde der Betrieb jedoch in den 1980er-Jahren endgültig eingestellt.

## Sonstiges

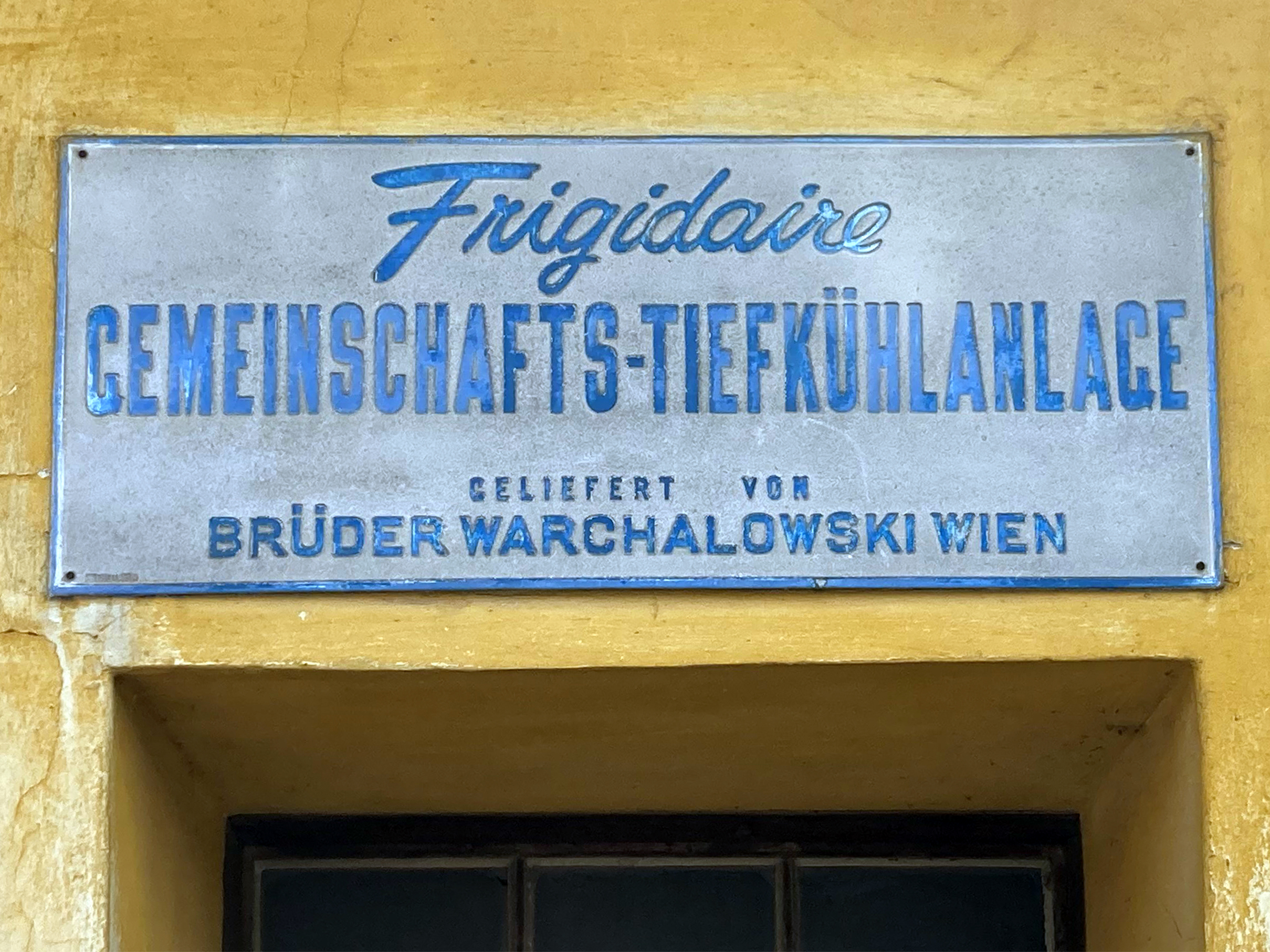
Kühlanlage der Marke Frigidaire von Warchalowski

Warchalowski-Motoren wurden in der Nachkriegszeit auch von anderen Landmaschinenherstellern zugekauft. Die V-2-Zylinder-Dieselmotoren mit Direkteinspritzung wurden in Traktoren von Lindner, Kirchner und Krasser eingebaut. Ab 1958 wurde im Dieselmotorenwerk Schönebeck in der DDR der Zweizylinder-Dieselmotor FD 21 in Lizenz produziert und unter anderem im Geräteträger RS09 verwendet. Eine Kuriosität von Warchalowski war der patentierte 3-Zylinder-V-Motor. V-Motoren mit ungerader Zylinderanzahl waren relativ selten. 
Mit Ausnahme des Typs WT 14 wurden bei sämtlichen Modellen Motorhauben aus Polyester verwendet.

### Kühlanlagen
Das im selben Häuserblock wie das Stammwerk (Adresse Petrusgasse 1) beheimatete familieneigene Unternehmen Industriewerke Brüder Warchalowski stellte von der Zwischenkriegszeit bis mindestens in die 1960er Jahre Kühlanlagen, Gefriertruhen, Klimageräte und Kühlschränke, darunter auch mehrere tausend in Lizenz von Frigidaire, her.

## Traktorenmodelle
- Warchalowski erzeugte die Typen WT 14, WT 20, WT 21, WT 25, WT 30, WT 33, WT 38, WT 40, WT 42, WT 44 und WT 50.
- Traktoren mit der Zusatzbezeichnung A hatten einen Allradantrieb. B kennzeichnete die Bergausführung mit kleineren und breiteren Hinterrädern, die den Schwerpunkt senkten. S stand für die Schmalspurversion.

## Galerie

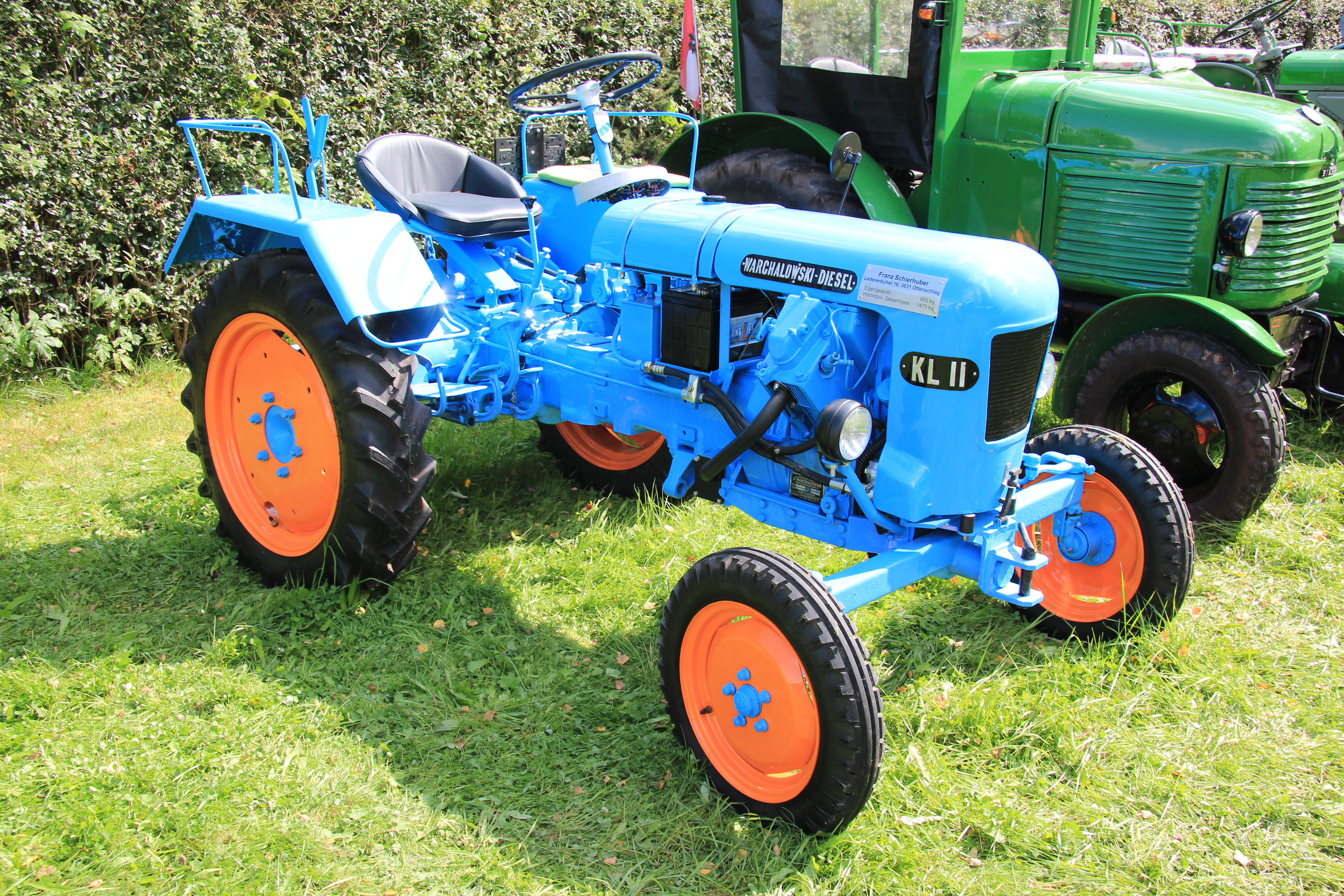
Warchalowski WT 14
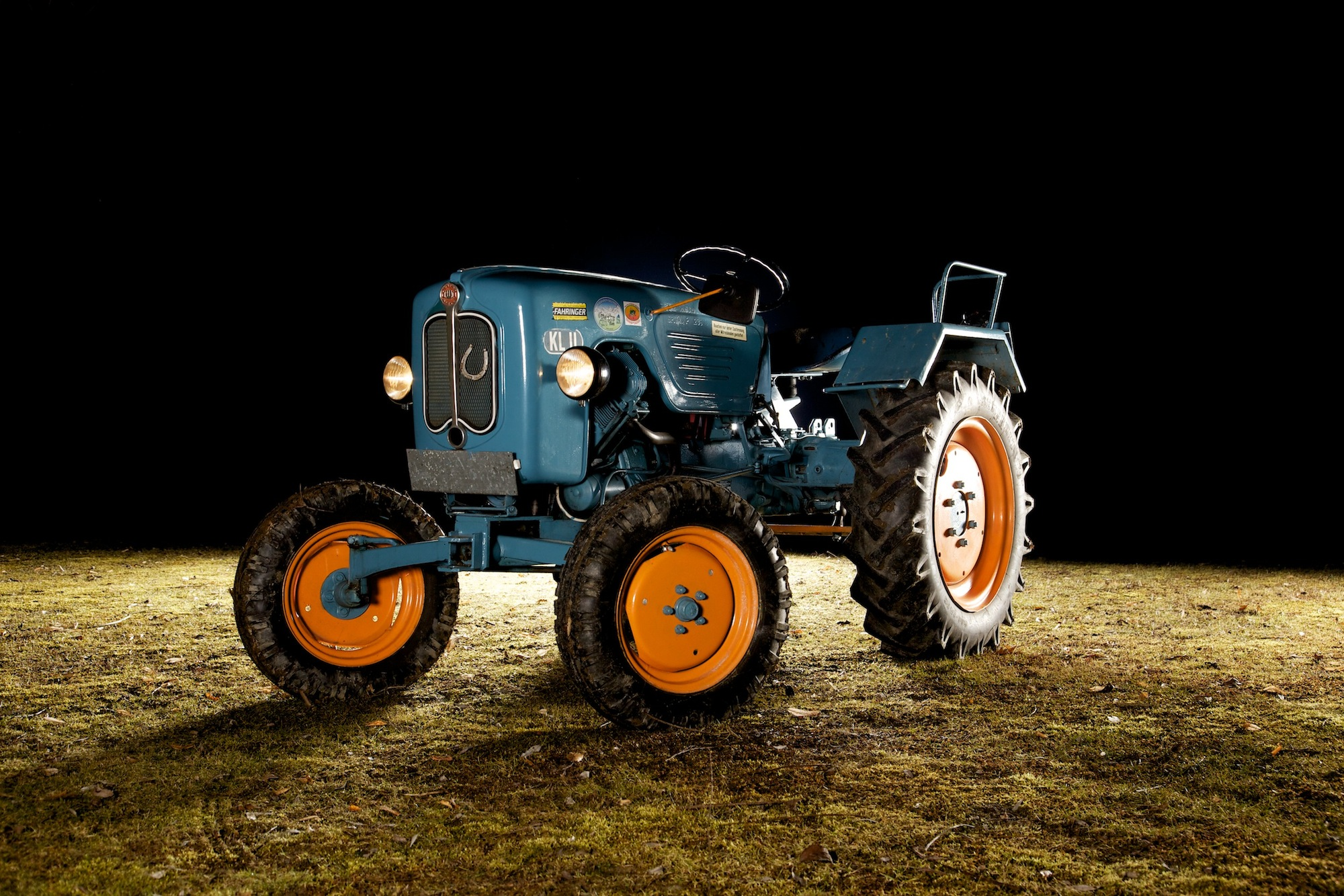
Der WT 20 war das erfolgreichste Modell der Warchalowski-Traktoren
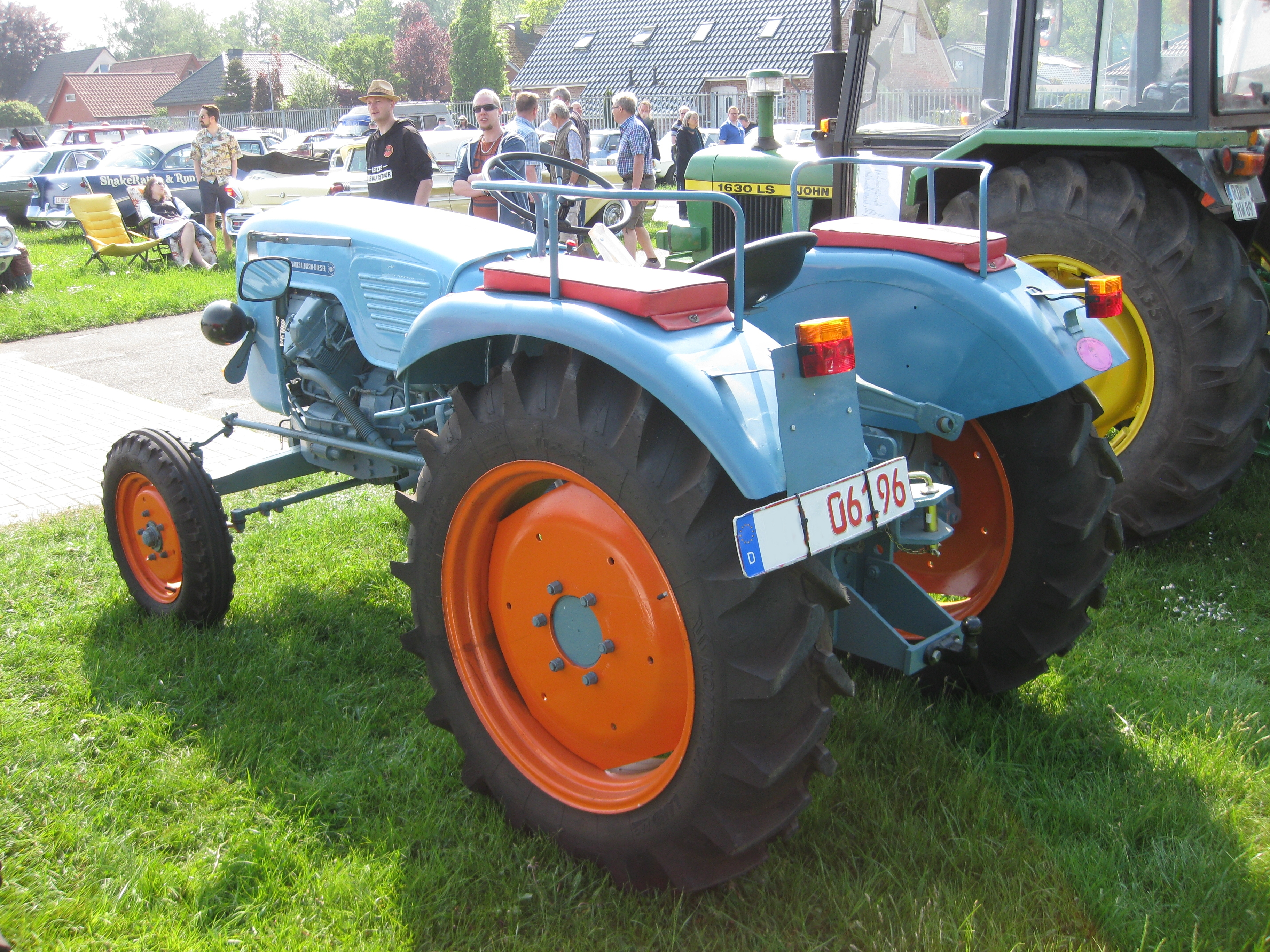
Heckansicht: 1 Zylinder links
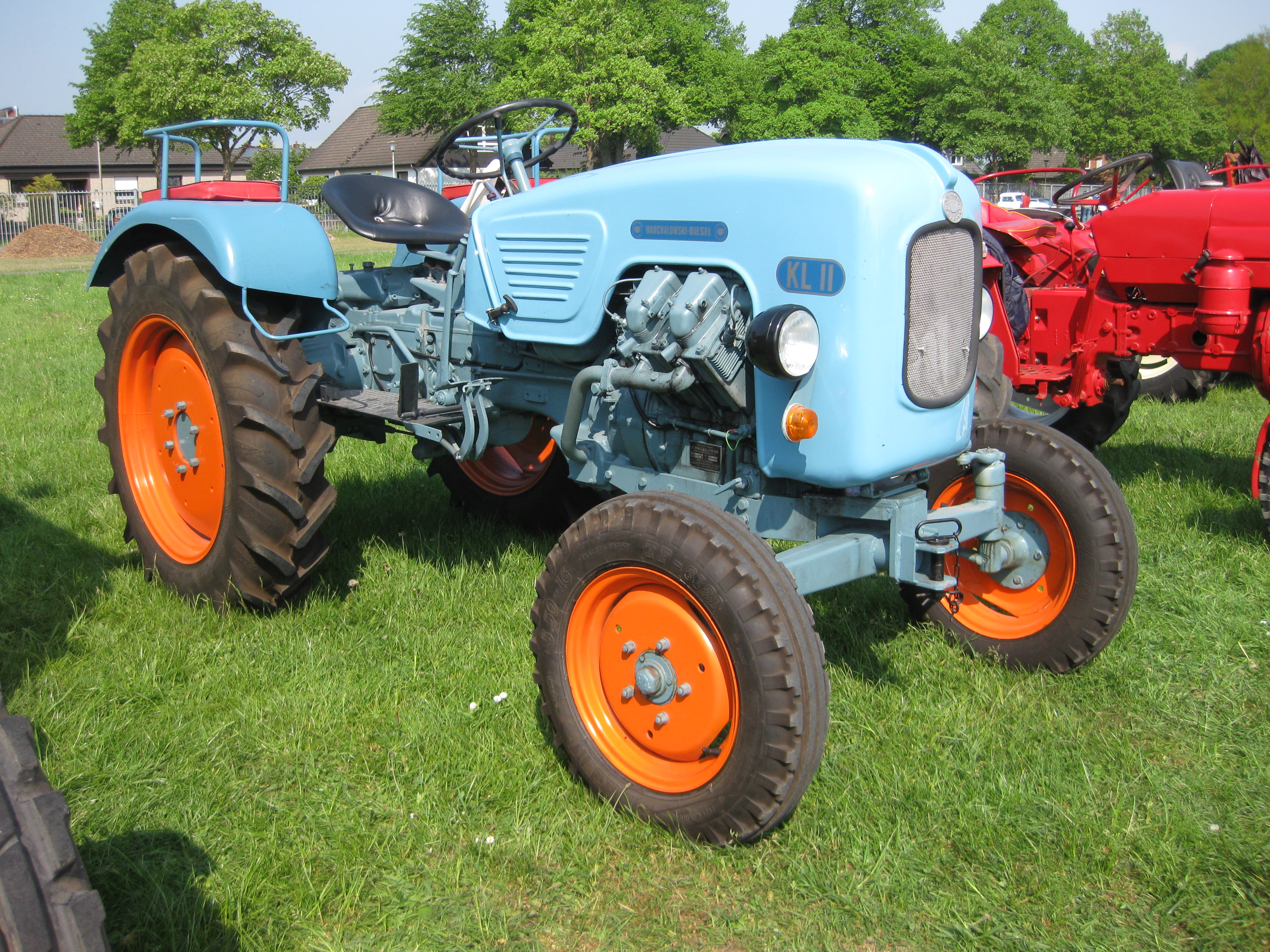
Frontansicht: 2 Zylinder rechts
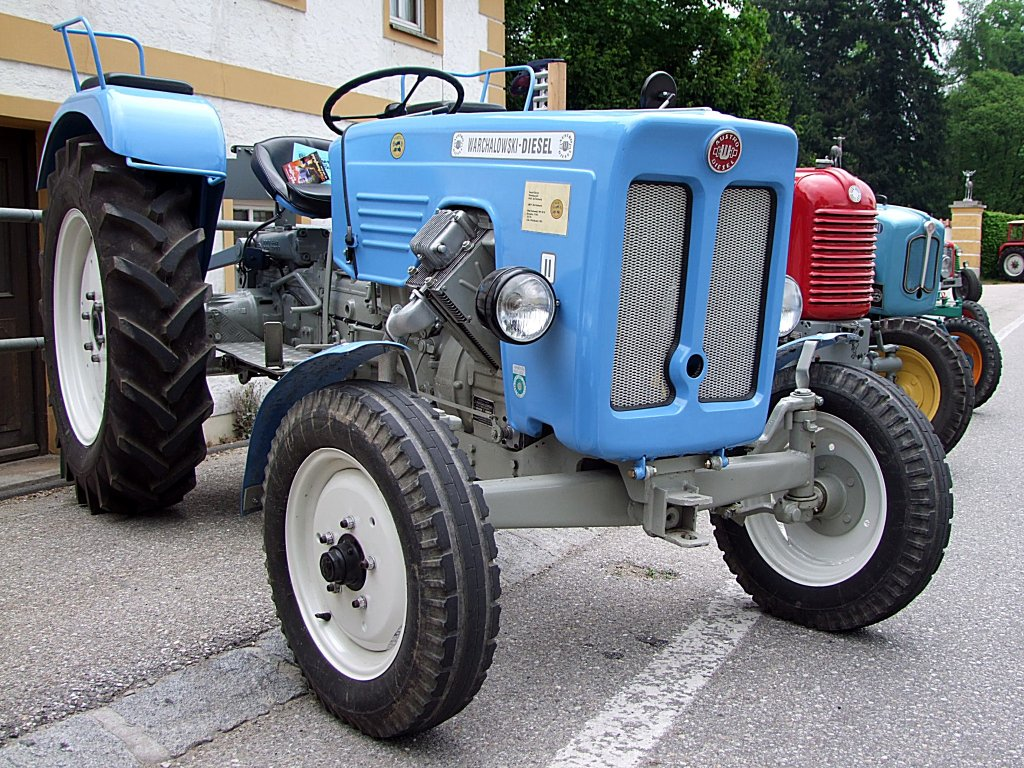
Warchalowski WT 33
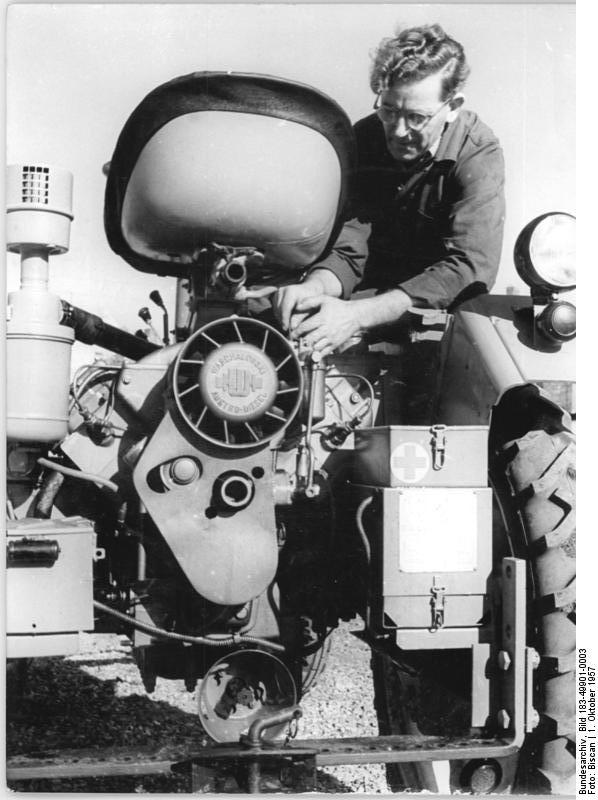
Warchalowski-Motor am Geräteträger RS09